# Calotelea puncticeps
Calotelea puncticeps är en stekelart som beskrevs av William Harris Ashmead 1894. Calotelea puncticeps ingår i släktet Calotelea och familjen Scelionidae. Inga underarter finns listade.